# Microcharon galapagoensis
Microcharon galapagoensis là một loài chân đều trong họ Microparasellidae. Loài này được Coineau & Schmidt miêu tả khoa học năm 1979.